# Predrag Mijatović
Predrag Mijatović – IPA: /prêdrag mijǎtoʋit͡ɕ/, detto Pedja – (in cirillico: Предраг Мијатовић; Podgorica, 19 gennaio 1969) è un dirigente sportivo ed ex calciatore montenegrino, di ruolo attaccante.
Da giocatore ha vinto 8 titoli con i club, comprese una Champions League e una Coppa Intercontinentale nel 1998 con il Real Madrid. A livello individuale, è giunto secondo nella graduatoria del Pallone d'oro nel 1997.
Dal 2006 al 2009 ha ricoperto la carica di direttore sportivo del Real Madrid.

## Caratteristiche tecniche
Era un attaccante dotato di ottimo fiuto del gol, esaltandosi nelle partite decisive.

## Carriera

### Giocatore

#### Club
Mijatović crebbe nel vivaio del Partizan Belgrado, che lo mandò a fare esperienza nel Budućnost Podgorica per due anni, dal 1987 al 1989. Dal 1989 al 1993 militò nel Partizan, con cui vinse due campionati jugoslavi (1992 e 1993) e due Coppe di Jugoslavia (1989 e 1992).
Trasferitosi in Spagna, vestì per tre anni la maglia del Valencia (dal 1993 al 1996) e per altri tre quella del Real Madrid (dal 1996 al 1999). La stagione 1995-1996 con il Valencia fu particolarmente felice: con 28 gol in 40 partite di campionato si affermò come uno dei giocatori più ambiti nel palcoscenico iberico e internazionale. Fu acquistato dal Real Madrid, con cui si aggiudicò la Primera División e la Supercopa de España nel 1997 (arrivando al secondo posto nella classifica del Pallone d'oro dello stesso anno) e il double Coppa dei Campioni-Coppa Intercontinentale nel 1998. Un suo gol decise le sorti della finale della UEFA Champions League 1997-1998 tra Real Madrid e Juventus, partita terminata 1-0 per i Blancos, che ritornarono dopo più di trent'anni a vincere il massimo trofeo europeo.
Nel 1999 approdò in Serie A, in Italia, dove disputò tre campionati con la Fiorentina, che lo pagò 17 miliardi di lire. La sua parentesi viola si chiuderà con appena 4 gol all'attivo, ma gli porterà in dote una Coppa Italia (2000-2001) da aggiungere al suo palmarès. Segnato da alcuni infortuni, a 33 anni si trasferì al Levante, in Segunda División, dove chiuse la carriera dopo due anni.

#### Nazionale
Militò nella Nazionale jugoslava fin dalle giovanili, con cui vinse un campionato del mondo Under-20 nel 1987. Nel 1989 passò nella Nazionale maggiore, di cui fece parte fino al 2003. In Nazionale (prima quella jugoslava, poi quella serbomontenegrina) fu titolare pressoché fisso. Collezionò 73 presenze segnando 28 gol. Partecipò alla Coppa del Mondo 1998 e al campionato d'Europa 2000. In entrambe le occasioni la Jugoslavia, superata la fase a gironi, fu eliminata dai Paesi Bassi nella prima partita della seconda fase: nel 1998 per 2-1, nel 2000 per 6-1.

### Dopo il ritiro
Dal 2 luglio 2006 al 20 maggio 2009 ha ricoperto la carica di direttore sportivo del Real Madrid.

## Statistiche

### Presenze e reti nei club
| Stagione           | Squadra            | Campionato         | Campionato | Campionato | Coppe nazionali | Coppe nazionali | Coppe nazionali | Coppe continentali | Coppe continentali | Coppe continentali | Altre coppe | Altre coppe | Altre coppe | Totale | Totale |
| Stagione           | Squadra            | Comp               | Pres       | Reti       | Comp            | Pres            | Reti            | Comp               | Pres               | Reti               | Comp        | Pres        | Reti        | Pres   | Reti   |
| ------------------ | ------------------ | ------------------ | ---------- | ---------- | --------------- | --------------- | --------------- | ------------------ | ------------------ | ------------------ | ----------- | ----------- | ----------- | ------ | ------ |
| 1987-1988          | Budućnost          | PL                 | 31         | 4          | CJ              | ?               | ?               | -                  | -                  | -                  | -           | -           | -           | 31+    | 4+     |
| 1988-1989          | Budućnost          | PL                 | 28         | 2          | CJ              | ?               | ?               | -                  | -                  | -                  | -           | -           | -           | 28+    | 2+     |
| 1989-gen. 1990     | Budućnost          | PL                 | 13         | 4          | CJ              | ?               | ?               | -                  | -                  | -                  | -           | -           | -           | 13+    | 4+     |
| Totale Budućnost   | Totale Budućnost   | Totale Budućnost   | 72         | 10         |                 | ?               | ?               |                    | -                  | -                  |             | -           | -           | 72+    | 10+    |
| gen.-giu. 1990     | Partizan           | PL                 | 15         | 1          | CJ              | ?               | ?               | CdC                | 2                  | 0                  | SJ          | -           | -           | 17+    | 1+     |
| 1990-1991          | Partizan           | PL                 | 33         | 14         | CJ              | ?               | ?               | CU                 | 6                  | 1                  | -           | -           | -           | 39+    | 15+    |
| 1991-1992          | Partizan           | PL                 | 25         | 13         | CJ              | ?               | ?               | CU                 | 2                  | 1                  | -           | -           | -           | 27+    | 14+    |
| 1992-1993          | Partizan           | PL                 | 31         | 17         | CJ              | ?               | ?               | -                  | -                  | -                  | -           | -           | -           | 31+    | 17+    |
| Totale Partizan    | Totale Partizan    | Totale Partizan    | 104        | 44         |                 | ?               | ?               |                    | 10                 | 2                  |             | -           | -           | 114+   | 46+    |
| 1993-1994          | Valencia           | PD                 | 35         | 16         | CR              | 2               | 1               | CU                 | 4                  | 2                  | -           | -           | -           | 41     | 19     |
| 1994-1995          | Valencia           | PD                 | 29         | 12         | CR              | 9               | 3               | -                  | -                  | -                  | -           | -           | -           | 38     | 15     |
| 1995-1996          | Valencia           | PD                 | 40         | 28         | CR              | 9               | 6               | -                  | -                  | -                  | -           | -           | -           | 49     | 34     |
| Totale Valencia    | Totale Valencia    | Totale Valencia    | 104        | 56         |                 | 20              | 10              |                    | 4                  | 2                  |             | -           | -           | 128    | 68     |
| 1996-1997          | Real Madrid        | PD                 | 38         | 14         | CR              | 2               | 0               | -                  | -                  | -                  | -           | -           | -           | 40     | 14     |
| 1997-1998          | Real Madrid        | PD                 | 24         | 10         | CR              | 0               | 0               | UCL                | 8                  | 1                  | SS          | 2           | 1           | 34     | 12     |
| 1998-1999          | Real Madrid        | PD                 | 28         | 5          | CR              | 4               | 2               | UCL                | 7                  | 2                  | SU+CInt     | 1+1         | 0+0         | 41     | 9      |
| Totale Real Madrid | Totale Real Madrid | Totale Real Madrid | 90         | 29         |                 | 6               | 2               |                    | 15                 | 3                  |             | 4           | 1           | 115    | 35     |
| 1999-2000          | Fiorentina         | A                  | 16         | 2          | CI              | 0               | 0               | UCL                | 9                  | 1                  | -           | -           | -           | 25     | 3      |
| 2000-2001          | Fiorentina         | A                  | 13         | 1          | CI              | 4               | 2               | CU                 | 2                  | 2                  | -           | -           | -           | 19     | 5      |
| 2001-2002          | Fiorentina         | A                  | 13         | 1          | CI              | 1               | 0               | CU                 | 4                  | 0                  | SI          | 0           | 0           | 18     | 1      |
| Totale Fiorentina  | Totale Fiorentina  | Totale Fiorentina  | 42         | 4          |                 | 5               | 2               |                    | 15                 | 3                  |             | 0           | 0           | 62     | 9      |
| 2002-2003          | Levante            | SD                 | 6          | 2          | CR              | 0               | 0               | -                  | -                  | -                  | -           | -           | -           | 6      | 2      |
| 2003-2004          | Levante            | SD                 | 15         | 1          | CR              | 3               | 2               | -                  | -                  | -                  | -           | -           | -           | 18     | 3      |
| Totale Levante     | Totale Levante     | Totale Levante     | 21         | 3          |                 | 3               | 2               |                    | -                  | -                  |             | -           | -           | 24     | 5      |
| Totale carriera    | Totale carriera    | Totale carriera    | 433        | 146        |                 | 34+             | 16+             |                    | 44                 | 10                 |             | 4           | 1           | 484    | 186+   |

### Cronologia presenze e reti in nazionale

#### RSF Jugoslavia
| Cronologia completa delle presenze e delle reti in nazionale ― Jugoslavia | Cronologia completa delle presenze e delle reti in nazionale ― Jugoslavia | Cronologia completa delle presenze e delle reti in nazionale ― Jugoslavia | Cronologia completa delle presenze e delle reti in nazionale ― Jugoslavia | Cronologia completa delle presenze e delle reti in nazionale ― Jugoslavia | Cronologia completa delle presenze e delle reti in nazionale ― Jugoslavia | Cronologia completa delle presenze e delle reti in nazionale ― Jugoslavia | Cronologia completa delle presenze e delle reti in nazionale ― Jugoslavia |
| Data                                                                      | Città                                                                     | In casa                                                                   | Risultato                                                                 | Ospiti                                                                    | Competizione                                                              | Reti                                                                      | Note                                                                      |
| ------------------------------------------------------------------------- | ------------------------------------------------------------------------- | ------------------------------------------------------------------------- | ------------------------------------------------------------------------- | ------------------------------------------------------------------------- | ------------------------------------------------------------------------- | ------------------------------------------------------------------------- | ------------------------------------------------------------------------- |
| 23-8-1989                                                                 | Kuopio                                                                    | Finlandia                                                                 | 2 – 2                                                                     | Jugoslavia                                                                | Amichevole                                                                | -                                                                         | 46’                                                                       |
| 20-9-1989                                                                 | Novi Sad                                                                  | Jugoslavia                                                                | 3 – 0                                                                     | Grecia                                                                    | Amichevole                                                                | -                                                                         | 46’                                                                       |
| 28-10-1989                                                                | Amarousio                                                                 | Cipro                                                                     | 1 – 2                                                                     | Jugoslavia                                                                | Amichevole                                                                | -                                                                         | 75’                                                                       |
| 27-2-1991                                                                 | Smirne                                                                    | Turchia                                                                   | 1 – 1                                                                     | Jugoslavia                                                                | Amichevole                                                                | -                                                                         | 65’                                                                       |
| 8-8-1991                                                                  | Aosta                                                                     | Cecoslovacchia                                                            | 0 – 0                                                                     | Jugoslavia                                                                | Amichevole                                                                | -                                                                         | 60’                                                                       |
| 16-10-1991                                                                | Landskrona                                                                | Fær Øer                                                                   | 0 – 2                                                                     | Jugoslavia                                                                | Qual. Euro 1992                                                           | -                                                                         | 64’                                                                       |
| 30-10-1991                                                                | Varginha                                                                  | Brasile                                                                   | 3 – 1                                                                     | Jugoslavia                                                                | Amichevole                                                                | -                                                                         | 77’                                                                       |
| 13-11-1991                                                                | Vienna                                                                    | Austria                                                                   | 0 – 2                                                                     | Jugoslavia                                                                | Qual. Euro 1992                                                           | -                                                                         | 46’                                                                       |
| 25-3-1992                                                                 | Amsterdam                                                                 | Paesi Bassi                                                               | 2 – 0                                                                     | Jugoslavia                                                                | Amichevole                                                                | -                                                                         | 17’                                                                       |
| Totale                                                                    |                                                                           | Presenze                                                                  | 9                                                                         |                                                                           | Reti                                                                      | 0                                                                         |                                                                           |

#### RF Jugoslavia
| Cronologia completa delle presenze e delle reti in nazionale ― Jugoslavia | Cronologia completa delle presenze e delle reti in nazionale ― Jugoslavia | Cronologia completa delle presenze e delle reti in nazionale ― Jugoslavia | Cronologia completa delle presenze e delle reti in nazionale ― Jugoslavia | Cronologia completa delle presenze e delle reti in nazionale ― Jugoslavia | Cronologia completa delle presenze e delle reti in nazionale ― Jugoslavia | Cronologia completa delle presenze e delle reti in nazionale ― Jugoslavia | Cronologia completa delle presenze e delle reti in nazionale ― Jugoslavia |
| Data                                                                      | Città                                                                     | In casa                                                                   | Risultato                                                                 | Ospiti                                                                    | Competizione                                                              | Reti                                                                      | Note                                                                      |
| ------------------------------------------------------------------------- | ------------------------------------------------------------------------- | ------------------------------------------------------------------------- | ------------------------------------------------------------------------- | ------------------------------------------------------------------------- | ------------------------------------------------------------------------- | ------------------------------------------------------------------------- | ------------------------------------------------------------------------- |
| 23-12-1994                                                                | Porto Alegre                                                              | Brasile                                                                   | 2 – 0                                                                     | Jugoslavia                                                                | Amichevole                                                                | -                                                                         | 64’                                                                       |
| 27-12-1994                                                                | Buenos Aires                                                              | Argentina                                                                 | 1 – 0                                                                     | Jugoslavia                                                                | Amichevole                                                                | -                                                                         | 74’                                                                       |
| 20-9-1995                                                                 | Salonicco                                                                 | Grecia                                                                    | 0 – 2                                                                     | Jugoslavia                                                                | Amichevole                                                                | -                                                                         |                                                                           |
| 27-3-1996                                                                 | Belgrado                                                                  | Jugoslavia                                                                | 1 – 0                                                                     | Romania                                                                   | Amichevole                                                                | -                                                                         | Ammonizione                                                               |
| 24-4-1996                                                                 | Belgrado                                                                  | Jugoslavia                                                                | 3 – 1                                                                     | Fær Øer                                                                   | Qual. Mondiali 1998                                                       | -                                                                         |                                                                           |
| 2-6-1996                                                                  | Belgrado                                                                  | Jugoslavia                                                                | 6 – 0                                                                     | Malta                                                                     | Qual. Mondiali 1998                                                       | 1                                                                         |                                                                           |
| 6-10-1996                                                                 | Toftir                                                                    | Fær Øer                                                                   | 1 – 8                                                                     | Jugoslavia                                                                | Qual. Mondiali 1998                                                       | 1                                                                         |                                                                           |
| 10-11-1996                                                                | Belgrado                                                                  | Jugoslavia                                                                | 1 – 0                                                                     | Rep. Ceca                                                                 | Qual. Mondiali 1998                                                       | 1                                                                         |                                                                           |
| 14-12-1996                                                                | Valencia                                                                  | Spagna                                                                    | 2 – 0                                                                     | Jugoslavia                                                                | Qual. Mondiali 1998                                                       | -                                                                         |                                                                           |
| 12-3-1997                                                                 | Belgrado                                                                  | Jugoslavia                                                                | 0 – 0                                                                     | Russia                                                                    | Amichevole                                                                | -                                                                         |                                                                           |
| 2-4-1997                                                                  | Praga                                                                     | Rep. Ceca                                                                 | 1 – 2                                                                     | Jugoslavia                                                                | Qual. Mondiali 1998                                                       | 1                                                                         |                                                                           |
| 30-4-1997                                                                 | Belgrado                                                                  | Jugoslavia                                                                | 1 – 1                                                                     | Spagna                                                                    | Qual. Mondiali 1998                                                       | -                                                                         |                                                                           |
| 8-6-1997                                                                  | Belgrado                                                                  | Jugoslavia                                                                | 2 – 0                                                                     | Slovacchia                                                                | Qual. Mondiali 1998                                                       | 1                                                                         |                                                                           |
| 10-9-1997                                                                 | Bratislava                                                                | Slovacchia                                                                | 1 – 1                                                                     | Jugoslavia                                                                | Qual. Mondiali 1998                                                       | -                                                                         |                                                                           |
| 11-10-1997                                                                | Ta' Qali                                                                  | Malta                                                                     | 0 – 5                                                                     | Jugoslavia                                                                | Qual. Mondiali 1998                                                       | 1                                                                         |                                                                           |
| 29-10-1997                                                                | Budapest                                                                  | Ungheria                                                                  | 1 – 7                                                                     | Jugoslavia                                                                | Qual. Mondiali 1998                                                       | 3                                                                         | 52’                                                                       |
| 15-11-1997                                                                | Belgrado                                                                  | Jugoslavia                                                                | 5 – 0                                                                     | Ungheria                                                                  | Qual. Mondiali 1998                                                       | 4                                                                         |                                                                           |
| 25-3-1998                                                                 | Bogotà                                                                    | Colombia                                                                  | 0 – 0                                                                     | Jugoslavia                                                                | Amichevole                                                                | -                                                                         | cap.                                                                      |
| 29-5-1998                                                                 | Belgrado                                                                  | Jugoslavia                                                                | 3 – 0                                                                     | Nigeria                                                                   | Amichevole                                                                | 1                                                                         |                                                                           |
| 3-6-1998                                                                  | Losanna                                                                   | Jugoslavia                                                                | 1 – 0                                                                     | Giappone                                                                  | Amichevole                                                                | -                                                                         |                                                                           |
| 6-6-1998                                                                  | Basilea                                                                   | Svizzera                                                                  | 1 – 1                                                                     | Jugoslavia                                                                | Amichevole                                                                | -                                                                         | 46’                                                                       |
| 14-6-1998                                                                 | Saint-Étienne                                                             | Jugoslavia                                                                | 1 – 0                                                                     | Iran                                                                      | Mondiali 1998 - 1º turno                                                  | -                                                                         |                                                                           |
| 21-6-1998                                                                 | Lens                                                                      | Germania                                                                  | 2 – 2                                                                     | Jugoslavia                                                                | Mondiali 1998 - 1º turno                                                  | 1                                                                         |                                                                           |
| 25-6-1998                                                                 | Nantes                                                                    | Stati Uniti                                                               | 0 – 1                                                                     | Jugoslavia                                                                | Mondiali 1998 - 1º turno                                                  | -                                                                         | 30’                                                                       |
| 29-6-1998                                                                 | Tolosa                                                                    | Jugoslavia                                                                | 1 – 2                                                                     | Paesi Bassi                                                               | Mondiali 1998 - Ottavi di finale                                          | -                                                                         |                                                                           |
| 2-9-1998                                                                  | Niš                                                                       | Jugoslavia                                                                | 1 – 1                                                                     | Svizzera                                                                  | Amichevole                                                                | -                                                                         | 61’                                                                       |
| 23-9-1998                                                                 | São Luís                                                                  | Brasile                                                                   | 1 – 1                                                                     | Jugoslavia                                                                | Amichevole                                                                | -                                                                         | cap. 75’                                                                  |
| 18-11-1998                                                                | Belgrado                                                                  | Jugoslavia                                                                | 1 – 0                                                                     | Irlanda                                                                   | Qual. Euro 2000                                                           | 1                                                                         |                                                                           |
| 10-2-1999                                                                 | Ta' Qali                                                                  | Malta                                                                     | 0 – 3                                                                     | Jugoslavia                                                                | Qual. Euro 2000                                                           | -                                                                         | cap.                                                                      |
| 8-6-1999                                                                  | Salonicco                                                                 | Jugoslavia                                                                | 4 – 1                                                                     | Malta                                                                     | Qual. Euro 2000                                                           | 1                                                                         |                                                                           |
| 18-8-1999                                                                 | Belgrado                                                                  | Jugoslavia                                                                | 0 – 0                                                                     | Croazia                                                                   | Qual. Euro 2000                                                           | -                                                                         | cap.                                                                      |
| 1-9-1999                                                                  | Dublino                                                                   | Irlanda                                                                   | 2 – 1                                                                     | Jugoslavia                                                                | Qual. Euro 2000                                                           | -                                                                         |                                                                           |
| 5-9-1999                                                                  | Belgrado                                                                  | Jugoslavia                                                                | 3 – 1                                                                     | Macedonia                                                                 | Qual. Euro 2000                                                           | -                                                                         |                                                                           |
| 8-9-1999                                                                  | Skopje                                                                    | Macedonia                                                                 | 2 – 4                                                                     | Jugoslavia                                                                | Qual. Euro 2000                                                           | -                                                                         |                                                                           |
| 9-10-1999                                                                 | Zagabria                                                                  | Croazia                                                                   | 2 – 2                                                                     | Jugoslavia                                                                | Qual. Euro 2000                                                           | 1                                                                         | 73’                                                                       |
| 23-2-2000                                                                 | Skopje                                                                    | Macedonia                                                                 | 1 – 2                                                                     | Jugoslavia                                                                | Amichevole                                                                | 2                                                                         | cap. 46’                                                                  |
| 28-3-2000                                                                 | Belgrado                                                                  | Jugoslavia                                                                | 1 – 0                                                                     | Cina                                                                      | Amichevole                                                                | 1                                                                         | cap. 46’                                                                  |
| 25-5-2000                                                                 | Pechino                                                                   | Cina                                                                      | 0 – 2                                                                     | Jugoslavia                                                                | Amichevole                                                                | 1                                                                         | 46’                                                                       |
| 28-5-2000                                                                 | Seul                                                                      | Corea del Sud                                                             | 0 – 0                                                                     | Jugoslavia                                                                | Amichevole                                                                | -                                                                         | 46’                                                                       |
| 30-5-2000                                                                 | Seongnam                                                                  | Corea del Sud                                                             | 0 – 0                                                                     | Jugoslavia                                                                | Amichevole                                                                | -                                                                         | cap. 46’                                                                  |
| 13-6-2000                                                                 | Charleroi                                                                 | Jugoslavia                                                                | 3 – 3                                                                     | Slovenia                                                                  | Euro 2000 - 1º turno                                                      | -                                                                         | cap. 82’                                                                  |
| 18-6-2000                                                                 | Liegi                                                                     | Jugoslavia                                                                | 1 – 0                                                                     | Norvegia                                                                  | Euro 2000 - 1º turno                                                      | -                                                                         | 87’                                                                       |
| 21-6-2000                                                                 | Bruges                                                                    | Spagna                                                                    | 4 – 3                                                                     | Jugoslavia                                                                | Euro 2000 - 1º turno                                                      | -                                                                         |                                                                           |
| 25-6-2000                                                                 | Rotterdam                                                                 | Paesi Bassi                                                               | 6 – 1                                                                     | Jugoslavia                                                                | Euro 2000 - Quarti di finale                                              | -                                                                         |                                                                           |
| 16-8-2000                                                                 | Belfast                                                                   | Irlanda del Nord                                                          | 1 – 2                                                                     | Jugoslavia                                                                | Amichevole                                                                | 1                                                                         | cap.                                                                      |
| 3-9-2000                                                                  | Lussemburgo                                                               | Lussemburgo                                                               | 0 – 2                                                                     | Jugoslavia                                                                | Qual. Mondiali 2002                                                       | -                                                                         | cap. 70’                                                                  |
| 15-11-2000                                                                | Bucarest                                                                  | Romania                                                                   | 2 – 1                                                                     | Jugoslavia                                                                | Amichevole                                                                | -                                                                         | cap.                                                                      |
| 2-6-2001                                                                  | Mosca                                                                     | Russia                                                                    | 1 – 1                                                                     | Jugoslavia                                                                | Qual. Mondiali 2002                                                       | 1                                                                         | cap. 64’                                                                  |
| 6-6-2001                                                                  | Toftir                                                                    | Fær Øer                                                                   | 0 – 6                                                                     | Jugoslavia                                                                | Qual. Mondiali 2002                                                       | -                                                                         | cap. 87’                                                                  |
| 15-8-2001                                                                 | Belgrado                                                                  | Jugoslavia                                                                | 2 – 0                                                                     | Fær Øer                                                                   | Qual. Mondiali 2002                                                       | -                                                                         | cap.                                                                      |
| 1-9-2001                                                                  | Basilea                                                                   | Svizzera                                                                  | 1 – 2                                                                     | Jugoslavia                                                                | Qual. Mondiali 2002                                                       | -                                                                         | cap. 80’                                                                  |
| 5-9-2001                                                                  | Belgrado                                                                  | Jugoslavia                                                                | 1 – 1                                                                     | Slovenia                                                                  | Qual. Mondiali 2002                                                       | -                                                                         | cap.                                                                      |
| 6-10-2001                                                                 | Belgrado                                                                  | Jugoslavia                                                                | 6 – 2                                                                     | Lussemburgo                                                               | Qual. Mondiali 2002                                                       | 1                                                                         | cap.                                                                      |
| 13-2-2002                                                                 | Phoenix                                                                   | Messico                                                                   | 1 – 2                                                                     | Jugoslavia                                                                | Amichevole                                                                | -                                                                         | cap. 78’                                                                  |
| 27-3-2002                                                                 | Fortaleza                                                                 | Brasile                                                                   | 1 – 0                                                                     | Jugoslavia                                                                | Amichevole                                                                | -                                                                         | cap. 54’                                                                  |
| 8-5-2002                                                                  | East Rutherford                                                           | Ecuador                                                                   | 1 – 0                                                                     | Jugoslavia                                                                | Amichevole                                                                | -                                                                         | cap. 89’                                                                  |
| 19-5-2002                                                                 | Mosca                                                                     | Russia                                                                    | 1 – 1 (5 – 6 dtr)                                                         | Jugoslavia                                                                | LG Cup 2002 (Russia) - Finale 3º posto                                    | -                                                                         | cap. 71’                                                                  |
| 12-10-2002                                                                | Napoli                                                                    | Italia                                                                    | 1 – 1                                                                     | Jugoslavia                                                                | Qual. Euro 2004                                                           | 1                                                                         | cap. 65’                                                                  |
| Totale                                                                    |                                                                           | Presenze                                                                  | 58                                                                        |                                                                           | Reti                                                                      | 26                                                                        |                                                                           |

#### Serbia e Montenegro
| Cronologia completa delle presenze e delle reti in nazionale ― Serbia e Montenegro | Cronologia completa delle presenze e delle reti in nazionale ― Serbia e Montenegro | Cronologia completa delle presenze e delle reti in nazionale ― Serbia e Montenegro | Cronologia completa delle presenze e delle reti in nazionale ― Serbia e Montenegro | Cronologia completa delle presenze e delle reti in nazionale ― Serbia e Montenegro | Cronologia completa delle presenze e delle reti in nazionale ― Serbia e Montenegro | Cronologia completa delle presenze e delle reti in nazionale ― Serbia e Montenegro | Cronologia completa delle presenze e delle reti in nazionale ― Serbia e Montenegro |
| Data                                                                               | Città                                                                              | In casa                                                                            | Risultato                                                                          | Ospiti                                                                             | Competizione                                                                       | Reti                                                                               | Note                                                                               |
| ---------------------------------------------------------------------------------- | ---------------------------------------------------------------------------------- | ---------------------------------------------------------------------------------- | ---------------------------------------------------------------------------------- | ---------------------------------------------------------------------------------- | ---------------------------------------------------------------------------------- | ---------------------------------------------------------------------------------- | ---------------------------------------------------------------------------------- |
| 12-2-2003                                                                          | Podgorica                                                                          | Serbia e Montenegro                                                                | 2 – 2                                                                              | Azerbaigian                                                                        | Qual. Euro 2004                                                                    | 1                                                                                  | cap. 70’                                                                           |
| 30-4-2003                                                                          | Brema                                                                              | Germania                                                                           | 1 – 0                                                                              | Serbia e Montenegro                                                                | Amichevole                                                                         | -                                                                                  | 61’                                                                                |
| 3-6-2003                                                                           | Leicester                                                                          | Inghilterra                                                                        | 2 – 1                                                                              | Serbia e Montenegro                                                                | Amichevole                                                                         | -                                                                                  | 67’                                                                                |
| 7-6-2003                                                                           | Tampere                                                                            | Finlandia                                                                          | 3 – 0                                                                              | Serbia e Montenegro                                                                | Qual. Euro 2004                                                                    | -                                                                                  | cap.                                                                               |
| 11-6-2003                                                                          | Baku                                                                               | Azerbaigian                                                                        | 2 – 1                                                                              | Serbia e Montenegro                                                                | Qual. Euro 2004                                                                    | -                                                                                  | cap. 69’                                                                           |
| Totale                                                                             |                                                                                    | Presenze                                                                           | 5                                                                                  |                                                                                    | Reti                                                                               | 1                                                                                  |                                                                                    |

## Palmarès

### Club

#### Competizioni nazionali
- Coppa di Jugoslavia: 2

Partizan Belgrado: 1988-1989, 1991-1992
- Campionato serbo: 1

Partizan Belgrado: 1992-1993
- Campionato spagnolo: 1

Real Madrid: 1996-1997
- Supercoppa di Spagna: 1

Real Madrid: 1997
- Coppa Italia: 1

Fiorentina: 2000-2001

#### Competizioni internazionali
- UEFA Champions League: 1

Real Madrid: 1997-1998
- Coppa Intercontinentale: 1

Real Madrid: 1998

#### Nazionale
- Campionato mondiale Under-20: 1

Jugoslavia: Cile 1987

### Individuale
- Calciatore jugoslavo dell'anno: 3

1992, 1993, 1998